# Benamar Kachkouche
Benamar Kachkouche, född 18 april 1951, är en algerisk friidrottare. Han deltog vid olympiska sommarspelen 1984.